# 江原道 (朝鮮八道)
江原道（：／ Gangwon-do）位於朝鮮半島的中東部，橫跨朝韩分界線，是歷史上的朝鮮八道之一，早於1395年時已被朝鮮王朝劃分，名稱是取自江陵（강릉）和原州（원주）。自從第二次世界大戰南北分治後，江原道一直都被南北兩方各佔一半（详见江原特別自治道、江原道 (朝鮮民主主義人民共和國)），韓戰後仍是如此。為分別南北韓雙方各自的領土，北韓曾經單方面把北半部改稱「江原北道」，擅自將南韓的統治部分稱為「江原南道」，但這種命名未得到普遍認同而被擱置。
朝鲜的江原道有名山金刚山，从韩国江原特別自治道的高城郡可参观金刚山。2002年，金刚山观光地区从江原道分离为特别行政区。位於南半部的平昌曾是2010年冬季奧運會的候選舉辦地點，但最終不敵加拿大的溫哥華。其後平昌再度競逐2014年的冬季奧運會舉辦權，但敗給俄羅斯黑海沿岸的索契直到三度申請競逐2018年的冬季奧運會舉辦權才終於成功，讓韓國成為繼日本後第二個舉辦冬奧的亞洲國家。
韓國電影《你好老師》的劇情故事簡略敘述了江原道為韓國較落後的地區，教師通常不願到該區教書。

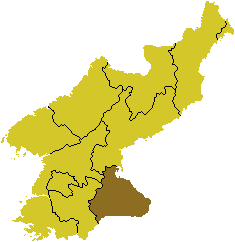
朝鮮民主主義人民共和國（北韓）江原道的位置圖（包括金刚山观光地区）

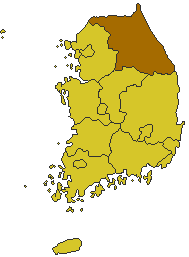
大韓民國（南韓）江原特別自治道的位置圖

## 參看
- 江原道 (日治時期)
- 江原道 (朝鮮民主主義人民共和國)
- 江原特別自治道 (韓國)
- 金剛山觀光地區